# Минов, Дмитрий Константинович
Дмитрий Константинович Минов  (1896—?) — советский специалист в области электрификации транспорта, доктор технических наук, профессор МЭИ. Лауреат государственной премии СССР (1974)

## Биография
Дмитрий Константинович Минов родился в Ленинграде в октябре 1896 года. 
Учился в Ленинградском политехническом институте (ныне Санкт-Петербургский политехнический университет Петра Великого). В 1920 году окончил электромеханическое отделение института, а с 1921 года под научным руководством одного из основателей советской школы электрического транспорта профессора А. В. Вульфа стал педагогическую и научную работу в области электрической тяги.
В 1927—1930 годах работал старшим ассистентом, потом доцентом в Московском институте народного хозяйства им. Плеханова (ныне Российский экономический университет имени Г. В. Плеханова), где впервые стал читать курсы: "Контактное оборудование электрических железных дорог и «Электрический подвижной состав».
С 1930 года Дмитрий Константинович работал в Московском энергетическом институте. В 1938—1951 года работал заведующим функционирующей тогда в МЭИ кафедрой «Электролокомотивостроения». В 1939 году профессор Д. К. Минову получил учёную степень доктора технических наук.
Одновременно с работой в институте Д. К. Минов принимал участие в решении проблем электрификации транспорта страны. В 1923—1925 годах работал в Ленинграде на предприятии Элмаштрест, с 1925 по 1933 год работал Москве, в Электротягстрое ВЗО. В 1933—1941 годах был главным инженером, потом консультантом конструкторского отдела электрического подвижного состава завода «Динамо» им. Кирова. С 1941 года состоял в комиссии Академии наук СССР по проблемам электрификации железнодорожного транспорта.
Дмитрий Константинович Минов является автором около 50 статей и монографий по теории расчета тяговых сетей, по вопросам тяговых расчетов, электрическому подвижному составу, теории сцепления, общим вопросам и истории электрического транспорта, им подготовлено к изданию учебное пособие по курсу «Механическая часть электрического подвижного состава».
В 1974 году Дмитрий Константинович Минов стал лауреатом Государственной премии СССР в области техники за разработку конструкции, освоение серийного производства и организацию эксплуатации 8-осных магистральных электровозов переменного тока типа ВЛ 80Т с автоматическим электрическим торможением.

## Награды
- Орден «Трудового красного знамени» — за долголетнюю и безупречную работу в высшей школе.
- Государственная премия СССР (1974)